# 청주 우암산성
청주 우암산성은 충청북도 청주시 상당구, 청원구에 있다. 2015년 4월 17일 청주시의 향토유적 제16호로 지정되었다.

## 개요
삼국시대 및 후삼국시대 교통의 요지인 청주를 지키기 위해 쌓은 4중의 산성이다.

## 같이 보기
- 우암산